# Schönberger Jenő
Schönberger Jenő (Túrterebes, 1959. június 18. –) szatmári püspök. 2003-tól áll az egyházmegye élén. Püspöki címerébe foglalt jelmondata: Gratia et Pax (Kegyelem és Béke).

## Pályafutása
A Kölcsey Ferenc Főgimnázium elvégzése után a Gyulafehérvári Szemináriumban végezte teológiai tanulmányait. 1985. június 23-án dr. Jakab Antal gyulafehérvári püspök szentelte pappá. 1985–1987 között segédlelkész a nagykárolyi Kalazanci Szent József plébánián, 1987–1990 között a szatmárnémeti Szent János plébánián, 1990–1991 között a nagybányai Szentháromság plébánián, 1991–1994 között pedig a nagybányai Krisztus Király plébánián. 1994-ben plébános Mezőpetriben, 1994–1997 között pedig a szatmárnémeti Szent Család plébánián. 1997–2001 között a Gyulafehérvári Hittudományi Főiskolán spirituális, és a liturgika tanára. 
2000. május 1-jén Szatmárnémetiben tiszteletbeli főesperesi címet kapott, 2000 decemberében pedig a Gyulafehérvári főegyházmegye szentszéki tanácsosi címmel jutalmazta tevékenységét. 2001-től plébános Szamosdarán, és egyházmegyei főtanfelügyelő. 2002-től máramarosszigeti plébános és kerületi esperes.

### Püspöki pályafutása
2003. április 30-án II. János Pál pápa kinevezte a szatmári egyházmegye püspökének. Az egy évvel korábban elhunyt Reizer Pál megyés püspököt váltotta az egyházmegye főpásztori székében. 2003. június 21-én püspökké szentelte Dr. Jakubinyi György gyulafehérvári érsek a szatmári székesegyházban, Jean-Claude Périsset romániai és moldáviai pápai nuncius-érsek, valamint Tempfli József nagyváradi püspök segédletével. Püspökké szentelésén 22 római és görögkatolikus püspök és további 200 pap vett részt Romániából, Magyarországról és Németországból, de jelenlétükkel megtisztelték a püspökszentelést a romániai református, unitárius, evangélikus és ortodox egyházak és a romániai zsidóság vezetői is, valamint számos politikus és közéleti személyiség. Románia és Magyarország államfői levélben üdvözölték felszentelése alkalmából Szatmár új püspökét. A Romániai Katolikus Püspöki Konferencia keretein belül a szociális kérdésekért felelős püspök funkcióját tölti be. 